# God afton, Herr Wallenberg
God afton, Herr Wallenberg è un film del 1990 diretto da Kjell Grede.

## Riconoscimenti
Guldbagge - 1991
Miglior film
Miglior regista a Kjell Grede
Migliore sceneggiatura a Kjell Grede
Migliore fotografia a Esa Vuorinen